# Joan Bridge
Pour les articles homonymes, voir Bridge (homonymie).
Joan Bridge est une costumière britannique née le 13 mars 1912 à Ripley (Angleterre) et morte le 8 décembre 2009 à Totteridge en Londres (Angleterre).

## Biographie
Après avoir été consultante couleurs pour Technicolor, elle devient costumière et travaille notamment en collaboration avec Elizabeth Haffenden.

## Filmographie (sélection)
comme chef costumière
- 1960 : Horizons sans frontières (The Sundowners) de Fred Zinnemann
- 1965 : Les Aventures amoureuses de Moll Flanders (The Amorous Adventures of Moll Flanders) de Terence Young
- 1966 : Un homme pour l'éternité (A Man for All Seasons) de Fred Zinnemann
- 1967 : Trois Sous de bonheur (Half a Sixpence) de George Sidney
- 1968 : Chitty Chitty Bang Bang de Ken Hughes
- 1971 : Un violon sur le toit (Fiddler on the Roof) de Norman Jewison
- 1972 : Jeanne, papesse du diable (Pope Joan) de Michael Anderson
- 1973 : Chacal (The Day of the Jackal) de Fred Zinnemann
- 1977 : Julia de Fred Zinnemann
- 1979 : Guerre et Passion (Hanover Street) de Peter Hyams

comme consultante couleurs
- 1947 : Le Narcisse noir (Black Narcissus) de Michael Powell et Emeric Pressburger
- 1948 : Les Chaussons rouges (The Red Shoes) de Michael Powell et Emeric Pressburger
- 1949 : Les Amants du Capricorne (Under Capricorn) d'Alfred Hitchcock
- 1951 : Capitaine sans peur (Captain Horatio Hornblower R.N.) de Raoul Walsh
- 1951 : Les Contes d'Hoffmann (The Tales of Hoffmann) de Michael Powell et Emeric Pressburger
- 1951 : L'Amour mène la danse (Happy Go Lovely) d'H. Bruce Humberstone
- 1951 : Pandora (Pandora and the Flying Dutchman) d'Albert Lewin
- 1952 : Moulin Rouge de John Huston
- 1952 : Le Carrosse d'or de Jean Renoir
- 1952 : L'Homme qui regardait passer les trains (The Man Who Watched Trains go by) d'Harold French
- 1952 : Le Corsaire rouge (The Crimson Pirate) de Robert Siodmak
- 1952 : Ivanhoé (Ivanhoe) de Richard Thorpe
- 1952 : Il importe d'être Constant (The Importance of Being Earnest) d'Anthony Asquith
- 1953 : Mogambo de John Ford
- 1953 : Le Vagabond des mers (The Master of Ballantrae) de William Keighley
- 1953 : La Rose et l'Épée (The Sword and the Rose) de Ken Annakin
- 1954 : L'Homme au million (The Million Pound Note) de Ronald Neame
- 1955 : Richard III de Laurence Olivier
- 1955 : Tueurs de dames (The Ladykillers) d'Alexander Mackendrick
- 1955 : Deux Anglais à Paris (To Paris with Love) de Robert Hamer
- 1956 : Invitation à la danse (Invitation to the Dance) de Gene Kelly

## Distinctions

### Récompenses
- Oscars 1967 : Oscar de la meilleure création de costumes pour Un homme pour l'éternité
- BAFTA 1968 : BAFA des meilleurs costumes pour Un homme pour l'éternité

### Nominations
- BAFA des meilleurs costumes
  - en 1966 pour Les Aventures amoureuses de Moll Flanders
  - en 1968 pour Trois Sous de bonheur
  - en 1979 pour Julia